# Klopstockweg 68, 70 (Quedlinburg)

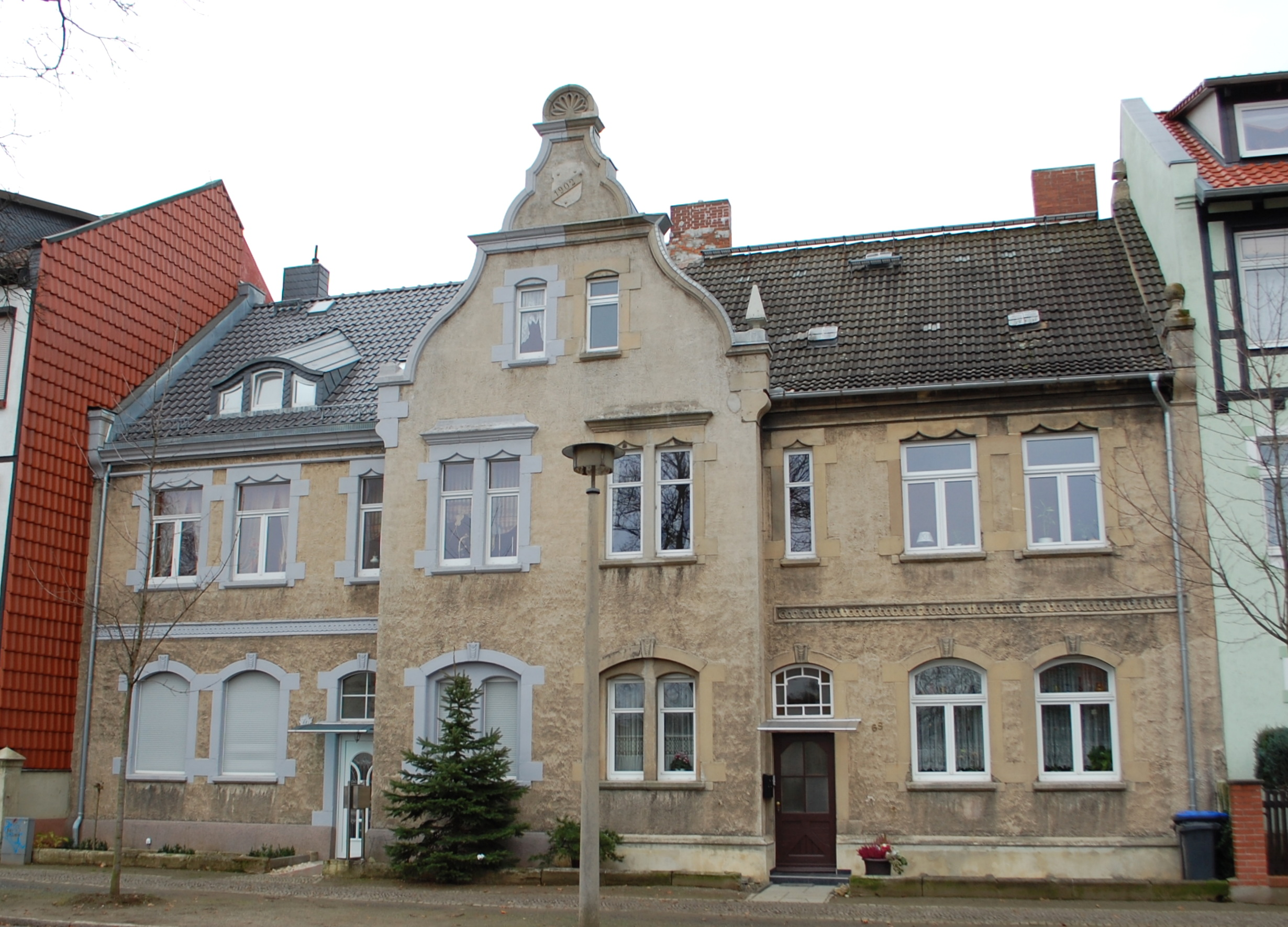
Klopstockweg 68, 70

Das Haus Klopstockweg 68, 70 ist ein denkmalgeschütztes Gebäude in der Stadt Quedlinburg in Sachsen-Anhalt.

## Lage
Es befindet sich im Stadtteil Süderstadt südlich der historischen Quedlinburger Altstadt und ist im Quedlinburger Denkmalverzeichnis als Wohnhaus eingetragen.

## Architektur und Geschichte
Das zweigeschossige Gebäude entstand im Jahr 1902 als Doppelwohnhaus. Das Gesamtgebäude verfügt über eine symmetrische Fassadengestaltung. Der Mittelrisalit des verputzten Hauses wird von einem geschweiften Ziergiebel im Stil der Neorenaissance bekrönt. Die Erdgeschossfenster sind als Rundbögen, die im Obergeschoss als Vorhangbögen und Eselsrücken ausgeführt. Bedeckt wird das Haus von einem Satteldach, auf dem sich Fledermausgaupen befinden.